# ディニ微分
数学の、特に実解析の分野におけるディニ微分（でぃにびぶん、英: Dini derivative）とは、微分の概念を一般化したある一類の総称である。

## 定義
連続関数 f: R → R の上側ディニ微分（しばしば右上微分とも呼ばれる）は、
{\displaystyle f'_{+}(t){\stackrel {\text{def}}{{}={}}}\limsup _{h\to {0+}}{\frac {f(t+h)-f(t)}{h}}}
により定義される。ここで limsup は上極限を表す。同様に、下側ディニ微分は
{\displaystyle f'_{-}(t){\stackrel {\text{def}}{{}={}}}\liminf _{h\to {0+}}{\frac {f(t+h)-f(t)}{h}}}
により定義される。ここで liminf は下極限を表す。
f がベクトル空間上で定義される汎函数のときは、t における、方向 d への上側ディニ微分が
{\displaystyle f'_{+}(t,d){\stackrel {\text{def}}{{}={}}}\limsup _{h\to {0+}}{\frac {f(t+hd)-f(t)}{h}}}
により定義される。
注意
- 補完数直線上では、各ディニ微分は常に存在する。しかし、それらの値は有限とは限らず、+∞ や −∞ となることもある（すなわち、ディニ微分は「拡張実数値」の意味において、常に存在する）。
- f が局所リプシッツ連続ならば、ディニ微分 {\displaystyle f'_{+}} は有限である。もし f が t において微分可能ならば、その t における各ディニ微分は通常の意味での微分に等しい。

## D 記法と追加の定義
しばしば {\displaystyle f'_{+}(t)} の代わりに {\displaystyle D^{+}f(t)}, {\displaystyle f'_{-}(t)} の代わりに {\displaystyle D_{+}f(t)} が記号として用いられ、また
{\displaystyle D^{-}f(t){\stackrel {\text{def}}{{}={}}}\limsup _{h\to {0-}}{\frac {f(t+h)-f(t)}{h}},\quad D_{-}f(t){\stackrel {\text{def}}{{}={}}}\liminf _{h\to {0-}}{\frac {f(t+h)-f(t)}{h}}}
が定義される。つまり、ディニ微分の「D 記法」は、プラスかマイナスかの符号によってそれぞれ左側、右側からの微分を表し、その符号の位置が上か下かによってそれぞれ上極限、下極限を表すのである。